# Сива индийска мангуста
Сива индийска мангуста (Herpestes edwardsii) е вид бозайник от семейство Мангустови (Herpestidae).

## Разпространение и местообитание
Разпространен е в Афганистан, Бахрейн, Бутан, Индия, Индонезия, Иран, Кувейт, Мавриций, Малайзия, Непал, Пакистан, Саудитска Арабия и Шри Ланка.